# Ascaridia compar
Ascaridia compar är en rundmaskart. Ascaridia compar ingår i släktet Ascaridia, och familjen Heterakidae. Arten är reproducerande i Sverige.